# Park Narodowy Hingol
Park Narodowy Hingol (urdu ‏ہنگول نیشنل پارک‎) – park narodowy położony w prowincji Beludżystan  w południowo-zachodniej części Pakistanu, utworzony w 1988 roku.

## Opis
Park narodowy Hingol został utworzony w 1988 roku. Jego nazwa pochodzi od przepływającej przez park rzeki Hingol.
Park położony jest w prowincji Beludżystan, w dystryktach Lasbela, Gwadar i Awaran. Ma on powierzchnię 6190 km². Obejmuje zróżnicowane obszary od plaż i ujścia rzeki Hingol po góry Dhrun z najwyższym punktem o wysokości 1580 m n.p.m. Duże fragmenty parku pokryte są dryfującym piaskiem i można je zaklasyfikować jako przybrzeżne półpustynie z formacjami skalnymi z głębokimi żlebami, stromymi klifami i jaskiniami.
Szczególną cechą parku są znajdujące się na jego obszarze wulkany błotne.

## Flora
Do gatunków roślin powszechnie występujących na terenie parku należą: akacja senegalska (Acacia senegal), Acacia nilotica, Acacia jacquemontii, Prosopis cineraria, jadłoszyn baziowaty (Prosopis juliflora), Tamarix indica, tamaryszek bezlistny (Tamarix aphylla), Suaeda fruticosa, Suaeda fruticosa, Salsola imbricata, Rhazya stricta, Alhagi maurorum, mleczara wyniosła (Calotropis procera), Aristida adscensionis, Leptadenia pyrotechnica, Saccharum griffithii, Nannorrhops ritchieana, Zygophyllum eurypterum oraz Aeluropus lagopoides.

## Fauna
Ssaki
Na terenie parku spotkać można gatunki takie jak: lis bengalski (Vulpes bengalensis), kot błotny (Felis chaus), gazela indyjska (Gazella bennettii), ratel miodożerny (Mellivora capensis), łuskowiec indyjski (Manis crassicaudata), Herpestes edwardsi, kolcomysz skalna (Acomys cahirinus).
Ptaki
Stwierdzono występowanie na terenie parku 62 gatunków ptaków osiadłych oraz 99 gatunków ptaków wędrownych (z których 65 gatunków odwiedzało park zimą).
Do gatunków ptaków mieszkających na stałe w parku należą: kormoran skromny (Microcarbo niger), bączek czarny (Ixobrychus flavicollis), czapla biała (Ardea alba), kulon zwyczajny (Burhinus oedicnemus), kulon wielkodzioby (Esacus recurvirostris), sieweczka morska (Charadrius alexandrinus), czajka indyjska (Vanellus indicus), czajka stepowa (Vanellus leucurus), mewa cienkodzioba (Chroicocephalus genei), rybitwa białoczelna (Sternula albifrons), stepówka piaskowa (Pterocles coronatus), stepówka indyjska (Pterocles indicus), gołąb skalny (Columba livia), aleksandretta obrożna (Psittacula krameri), lelek piaskowy (Caprimulgus mahrattensis), pójdźka bramińska (Athene brama), łowiec krasnodzioby (Halcyon smyrnensis), kraska orientalna (Coracias benghalensis), Picoides assimilis, Eremopterix grisea, pustynka białoczelna (Eremopterix nigriceps), skowronik piaskowy (Ammomanes deserti), skowron pustynny (Alaemon alaudipes), skowrończyk tybetański (Calandrella acutirostris), dzierlatka zwyczajna (Galerida cristata), pliszka żółta (Motacilla flava), świergotek drzewny (Anthus trivialis), bilbil czerwonoplamy (Pycnonotus cafer), bilbil białolicy (Pycnonotus leucogenys), kopciuszek zwyczajny (Phoenicurus ochruros), Saxicoloides fulicata, prinia rdzawoczelna (Prinia buchanani), wachlarzówka białobrewa (Rhipidura aureola), Turdoides caudatus, nektarnik stalowy (Cinnyris asiaticus), dzierzba zmienna (Lanius schach), dzierzba maskowa (Lanius vittatus), kruk zwyczajny (Corvus corax), wrona orientalna (Corvus splendens), majna brunatna (Acridotheres tristis), wróbel pakistański (Passer pyrrhonotus), srebrnodziobek indyjski (Euodice malabarica), dziwonia zwyczajna (Erythrina erythrinus), głuszek (Emberiza cia), trznadel smużkowany (Emberiza striolata).
Gady
Z gadów na obszarze parku występują: krokodyl błotny (Crocodylus palustris), żółw oliwkowy (Lepidochelys olivacea), żółw zielony (Chelonia mydas), waran szary (Varanus griseus), waran żółtawy (Varanus flavescens).